# Шолоховедение
Шолоховедение — область литературоведения, занимающаяся изучением жизни и творчества Михаила Александровича Шолохова (1905—1984). 
Творчество писателя Михаила Шолохова является достоянием мировой литературы. Его книги переводились на около сотни языков, его произведения изучают специалисты в России, Китае, Индии, Европе, США. Учреждена Международная премия имени М. А. Шолохова в области литературы и искусства.

## История

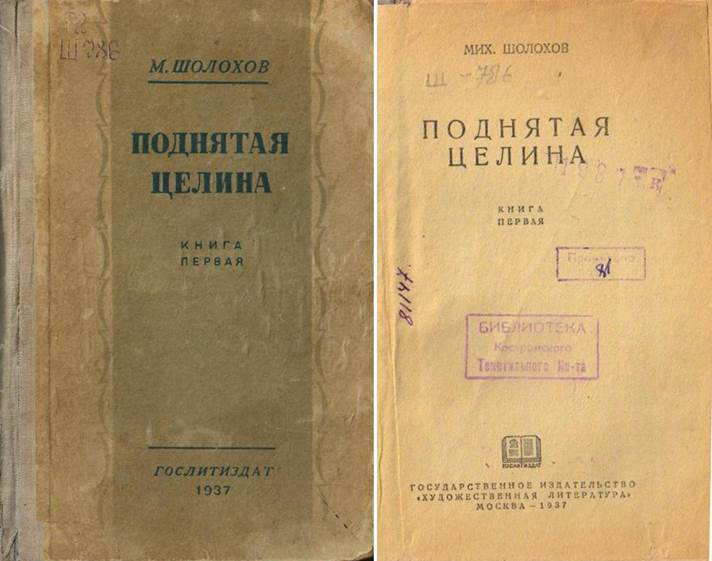
М. Шолохов «Поднятая целина» Государственное издание «Художественная литература» 1937 г.

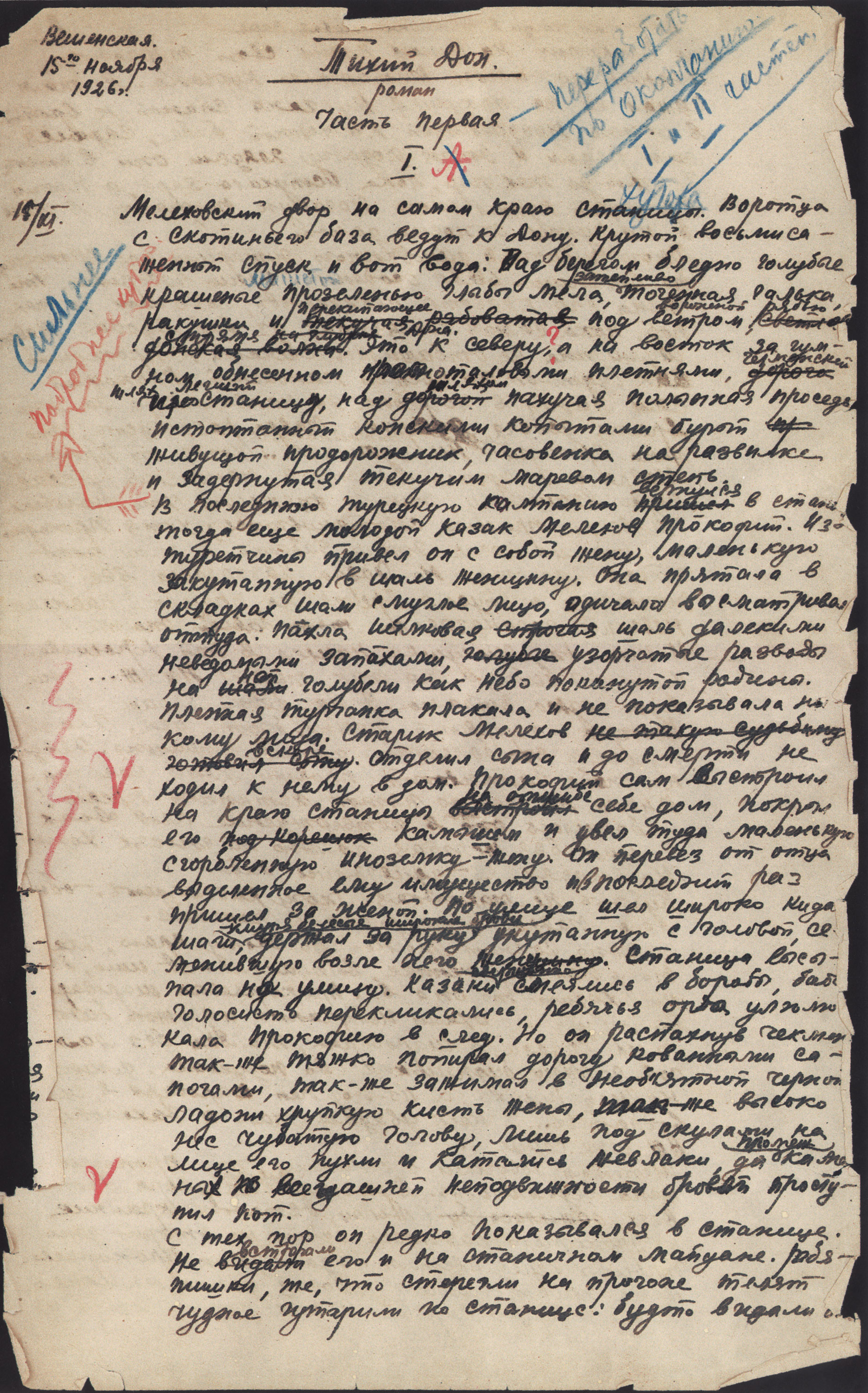
Шолоховская рукопись — черновик

В настоящее время в мировой литературной критике накоплен материал по историко-литературному, текстологическому и социологическому анализу произведений М. А. Шолохова. Значительное место в шолоховедении отводится романам писателя «Тихий Дон», «Поднятая целина», «Они сражались за Родину», сборнику «Донские рассказы». Сам М. А. Шолохов внимательно относился к критике и реагировал на оценки его творчества. В 1960 году он откликнулся на статью Солсбери в «Нью-Йорк Таймс», упрекая автора в подлости и лжи относительно романа: «Всерьез спорить с мистером Солсбери по вопросам искусства — значит не уважать само искусство».
В 1965 году писателю была присуждена Нобелевская премия в области литературы — «в знак признания художественной силы и честности, которые он проявил в своей донской эпопее об исторических фазах жизни русского народа». Премия стала причиной подъема интереса к творчеству писателя в разных странах.
В русской эмиграции было принято считать, что после Октябрьской революции в России выбита почва, рождающая в стране крупных художников, поэтому на творчество Шолохова там смотрели, как недостойное внимания и старались его дезавуировать. Присуждение премии писатель Б. Зайцев объяснил хлопотами советского правительства и «сговором Нобелевского комитета с варварской властью СССР». Отзыв И. Бунина на роман был таким: «Читал 1 книгу „Тихого Дона“ Шолохова. Талантлив, но нет словечка в простоте. И очень груб в реализме. Очень трудно читать от этого с вывертами языка с множеством местных слов».
В 1970-е годы появились работы, в которых проводилось изучение поэтики и творческой биографии писателя. Среди серьёзных исследователей творчества писателя: Ю. А. Дворяшин, В. Я. Котовсков (Россия), Н. Нилсон (Швеция), Г. Ермолаев (США — Великобритания), Д. Рюле (Германия), Р. Медведев (США). В Германии творчество писателя исследовал В. Байц. До объединения Германии там была распространена точка зрения на роман «Поднятая целина», заключающаяся в том, что роман мог использоваться при коллективизации в СССР и кооперации сельского хозяйства в ГДР как «руководство к действию». Байц опровергает это воззрение и считает, что такое «поверхностно-прагматическое восприятие, как предрассудок стояло на пути эстетического освоения произведения».

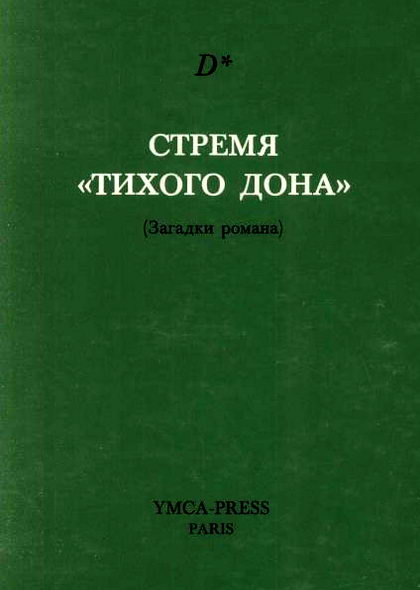
Книга И. Н. Медведевой-Томашевской "Стремя «Тихого Дона». Париж, 1974 г.

Большое место в шолоховедении занимают труды ученых: А. Паймана (Великобритания), А. Б. Мерфи, Д. Стюарта, М. Клименко, Э. Мучник, Б. П. Шерра и Р. Шелдона, Р. Холлета, Д. Баррон, Н. Нилсона, Е. Ковальски. А. Пайман отметил в английской и американской критике разнополярный характер рецензий и статей. В годы Советской власти биография М. А. Шолохова связывалась с политической обстановкой в СССР, ведущейся «холодной войной».
Долгое время в научных кругах обсуждался вопрос об авторстве произведения «Тихий Дон». В 1974 году за рубежом вышла книга И. Н. Медведевой-Томашевской «Стремя „Тихого Дона“: Загадки романа». В предисловии к ней А. Солженицын написал о том, кто, по его мнению, является истинным автором романа. Аргументами против авторства Шолохова была его молодость, отсутствие литературного образования и жизненного опыта, критический характер содержания книги по отношению к Советской власти, что не соответствовало личной позиции автора. В 1999 году этот вопрос был снят, так как в конце 90-х годов были найдены рукописи первых двух томов «Тихого Дона». В 2000-х годах израильский литературовед Бар-Селла занимался поиском в романе Шолохова «Они сражались за Родину» (1942—1944, 1949, 1969) параллельных заимствований из произведений Андрея Платонова. Поводом для поиска заимствований послужило знакомство Шолохова с Платоновым и то обстоятельство, что сам Шолохов не воевал. Для писателя нападки критики, обвинения в плагиате не прошли бесследно. В 1955 году у него случился инсульт. По закрытии вопроса об авторстве под перо критиков попали и сами сомневающиеся литературоведы.
Как итог многолетней деятельности отечественных шолоховедов, в 2012 году была издана Шолоховская энциклопедия. В энциклопедии представлены научные факты о биографии писателя, разбор его произведений, рассмотрены вопросы поэтики, круг общения Шолохова. В энциклопедии указаны связи Шолохова с мировой литературой, описаны шолоховские образы в экранизации его произведений, живописи, музыке и театре.
В издании принимали участие отечественные шолоховеды В. В. Васильев, Г. Н. Воронцова, О. В. Быстрова (изложение сюжетов); Ю. А. Дворяшин, Ф. Ф. Кузнецов, С. Г. Семѐнова, Г. С. Ермолаев, Г. Н. Воронцова (история, текстология романов писателя); Л. Б. Савенкова (язык и стиль произведений); С. Г. Семѐнова (поэтика); А. А. Дырдин (христианские мотивы) и др.
В 2011 году издана энциклопедия «Михаил Александрович Шолохов: энциклопедия». Её единственный автор, доктор филологических наук В. В. Петелин, подробно описывает в издании жизнь и творчество М. Шолохова.

## Шолоховедение в Китае
В Китае шолоховедение прошло три этапа:
- Первый этап — c 30-х годов XX века до основания КНР. В этот период китайский литератор, переводивший произведения Шолохова, Лу Синь, рассматривал роман «Тихий Дон», как ориентир для новой китайской литературы. В эти же годы в Китае были написаны работы о творчестве Шолохова: "Шолохов и его «Тихий Дон» Ге Баоцюаня[15], «Учиться описанию пейзажа у „Тихого Дона“[16] и "Учиться описанию персонажа у «Тихого Дона»[17] Люе Чанцина; "Чему учиться у «Тихого Дона»[18] Сыма Вэнсэня и др. По мнению Чжоу Ли-бо, в романе Шолохова «Поднятая целина» авторские ремарки писателя говорили о тяжелой жизни персонажей до Октябрьской революции, зато «теперь все они радуются жизни, все свои силы они отдают будущему человечества и поэтому могут смеяться открыто, от души».

- Второй этап — с 1949 года и до конца 1970 годов. В эти годы наиболее активным шолоховедом был переводчик «Тихого Дона» Цзинь Жэнь. Исследованиями творчества Шолохова занимались литературовед Цинь Чжаоян («Реализм — широкий путь»[19]), писатель Лю Шаотан («Реализм развивается во время социализма»[20]), Цинь Чжаоян. В этот период о романе «Поднятая целина» были написаны сотни статей. Их писали в основном работники КПК при проведении сельской коллективизации: Си Минчжэня ("Поэма о коллективизации «Поднятая целина»[21]); Ван Шибо («В „Поднятой целине“ показано мастерство создания образа»[22]). Статьи о «Поднятой целине» относились к литературе, рекомендованной, как дополнительное пособие для изучения Генеральной линии Коммунистической партии Китая и «Истории КПСС». В годы «культурной революции» в стране возникла критика Шолохова, как литературного ревизиониста[23].

- Третий период шолоховедения начался в 1980-х годах. После перехода Китая к политике «открытости и реформ» началось всестороннее изучение творчества писателя. В стране проводились конференции, посвященные творчеству Шолохова. Творчество писателя интересовало литературоведов: Сунь Мэйлиня («Художественный мир М. А. Шолохова»), Лю Ядиня («Стремнины Дона. Перечитывая М. Шолохова»), Сюй Цзяжуна («Исследование творчества М. Шолохова»). Хе Юньбо в статье «М. Шолохов» провёл сравнительных анализ Шолохова с современными китайскими писателями, Чжан Чжунфэн писал об иррационализме в творчестве Шолохова.

## Шолоховедение в Индии
В Индии произведения Шолохова переводились на языки хинди, бенгали, каннада, ория, панджаби, тамили, гуджарати, малаялям, телугу и ассами. Роман Шолохова «Тихий Дон» в Индии был первым советским романом, в котором индийцы узнали о социалистической революции в России.
Первая научная работа о творчестве писателя, «Михаил Шолохов», была написана Г. Мукерджи. Автор трактует проблемы, поднятые в романе «Тихий Дон» и позицию писателя. В 1968 году в Панджабсом университете был издан коллективный сборник индийских литературоведов: «Михаил Шолохов. Литературные исследования». О творчестве Шолохова в Индии писали С. С. Секхон, Г. С. Талиб, С. С. Нарулла «Мастерство Шолохова-романиста», М. Р. Ананд и др. Писатель Д. Пандиан отмечал, что шолоховский роман вдохновил его «… изобразить в литературном произведении реальную жизнь тамильского народа… И в этом я глубоко обязан товарищу Шолохову».

## Премии
В 1992 году Международным сообществом писательских союзов (МСПС), Союзом художников России, издательством Советский писатель и Московским государственным открытым педагогическим университетом им. М. А. Шолохова была учреждена ежегодная Международная премия имени М. А. Шолохова в области литературы и искусства. В год может присуждаться от трех премий.
Премия Союза писателей России имени М. А. Шолохова в области литературы «Судьба человека» присуждается за творческие достижения, развивающие литературные традиции М. А. Шолохова.